# Ohio Players
The Ohio Players var en amerikansk musikgrupp bildad 1959 i Dayton, Ohio, då som Ohio Untouchables. Under mitten av 1970-talet var de en av de största musikgrupperna inom funken. De blev också mycket uppmärksammade för sina sexuellt utmanande skivomslag. Gruppmedlemmar varierade kraftigt under åren, men när gruppen var som mest populär åren kring 1975 var den en fast enhet.
Medlemmar från början var Robert Ward (sång/gitarr), Clarence "Satch" Satchell (saxofon/gitarr), Ralph "Pee Wee" Middlebrooks (trumpet/trombon), Marshall "Rock" Jones (bas), och Cornelius Johnson (trummor). Ward kom dock att lämna gruppen ganska snart för att påbörja en solokarriär. Övriga medlemmar fortsatte och tog in fler medlemmar i gruppen, dessa var Leroy "Sugarfoot" Bonner (gitarr) och Gary Webster (trummor). Två sångare till fick också plats i gruppen, Bobby Lee Fears och Dutch Robinson. Gruppen fick plats som backup-grupp på ett skivbolag, men upplöstes igen 1970.
Snabbt bildades ännu en ny version av gruppen med de gamla medlemmarna Bonner, Satchell, Middlebrooks, Jones, Webster och de nya medlemmarna Walter Morrison (keyboards), Bruce Napier (trumpet), och trombonisten Marvin Pierce. Gruppen hade nu börjat synas på billboards R&B-lista, men än så länge hade de inte fått någon större hit.
Morrison och Webster lämnade gruppen innan det skrivits kontrakt med Mercury Records 1974. Ersättarna blev Billy Beck (keyboards) och Jimmy "Diamond" Williams (trummor). Året innan hade gruppen sin första stora hit i USA med "Funky Worm". Gruppens populäraste period var nu i antågande och de hade stora hits med låtar som "Fire", "I Want to Be Free", deras kändaste låt "Love Rollercoaster", "Sweet Sticky Thing" (alla 1975), samt "Who'd See Coo" från året därpå. Gruppens popularitet avtog kraftigt i början av 1980-talet.

## Diskografi, album
- Observations in Time (1968)
- Pain (1971)
- Pleasure (1972)
- Ecstasy (1973)
- Climax (1974)
- Skin Tight (1974)
- Fire (1975)
- Honey (1975)
- Contradiction (1976)
- Angel (1977)
- Jass-Ay-Lay-Dee (1978)
- Everybody Up (1979)
- Tenderness (1981)
- Ouch! (1982)
- Graduation (1984)
- Back (1988)
- Ol' School (1996)
- Live 1977 (2013)